# أليكس دونالد
أليكس دونالد (بالإنجليزية: Alex Donald)‏ هو لاعب كرة قدم بريطاني في مركز الوسط، ولد في 5 يونيو 1948 في إدنبرة في المملكة المتحدة. لعب مع بورت فايل وديري سيتي.